# Kiełczyn, Nedre Schlesiens vojvodskap
Ej att förväxla med Kiełczyn, Storpolens vojvodskap.
Kiełczyn (tyska: Költschen), är en by i landskommunen Gmina Dzierżoniów i distriktet Powiat dzierżoniowski i Nedre Schlesiens vojvodskap i Polen, belägen omkring 8 kilometer norr om centrala Dzierżoniów. Byn har ungefär 350 invånare.

## Historia
Kiełczyn omnämns redan 1235. 1945 tillföll byn Polen vid andra världskrigets slut, och de tyskspråkiga invånarna fördrevs västerut och ersattes under åren efter kriget av polska bosättare och flyktingar. 

## Sevärdheter
Jungfru Maria bebådelsekyrkan, med ett bastant försvarstorn, är från 1500-talet och skadades av svenska trupper under trettioåriga kriget 1638 och i en svår brand 1658. Kyrkan har ett högaltare från barocken och en staty av Jungfru Maria med barnet från 1500-talet.
I byn finns också ett barockslott i tegel i tre våningar från 1700-talet, restaurerat under 1800-talet.